# Чёрная Кедва
Чёрная Кедва — река в России, протекает в Республике Коми. Устье реки находится в 47 км по левому берегу реки Кедва. Длина реки составляет 177 км, площадь водосборного бассейна — 1470 км².

## Данные водного реестра
По данным государственного водного реестра России, относится к Двинско-Печорскому бассейновому округу, водохозяйственный участок реки — Печора от впадения реки Уса до водомерного поста Усть-Цильма, речной подбассейн реки — Печора ниже впадения Усы. Речной бассейн реки — Печора.
Код объекта в государственном водном реестре — 03050300112103000077070.